# Gouvernement Radičová
République slovaque
Fico I Fico II
Le gouvernement Radičová (en slovaque : Vláda Radičová) est le gouvernement de la République slovaque entre le 8 juillet 2010 et le 4 avril 2012.

## Majorité
Il est dirigé par la démocrate chrétienne Iveta Radičová et soutenu par une coalition gouvernementale entre l'Union démocrate et chrétienne slovaque - Parti démocrate (SDKÚ-DS), Liberté et solidarité (SaS), le Mouvement chrétien-démocrate (KDH) et MOST-HÍD (MH), qui compte 79 députés sur 150.
Successeur du gouvernement Fico, il a été formé à la suite des élections législatives de 2010. Lors d'un vote sur le renforcement du Fonds européen de stabilité financière le 11 octobre 2011, le SaS choisit l'abstention, de même que Direction - Social-démocratie (Smer-SD), empêchant l'approbation du texte à la majorité absolue. La présidente du gouvernement ayant engagé sa responsabilité sur ce vote, elle perd de ce fait la confiance du Parlement.
Après les élections législatives anticipées du 10 mars 2012, il est remplacé par le deuxième gouvernement de Robert Fico.

## Composition

### Initiale (8 juillet 2010)
| Portefeuille                                                                                         | Nom | Nom              | Parti   |
| --- | --- | ---------------- | ------- |
| Présidente du gouvernement                                                                           |     | Iveta Radičová   | SDKÚ-DS |
| Premier vice-président du gouvernement Ministre des Transports, des Postes et des Télécommunications |     | Ján Figeľ        | KDH     |
| Vice-président du gouvernement Droits de l'Homme et Minorités                                        |     | Rudolf Chmel     | MH      |
| Vice-président du gouvernement Ministre des Finances                                                 |     | Ivan Mikloš      | SDKÚ-DS |
| Vice-président du gouvernement Ministre du Travail, des Affaires sociales et de la Famille           |     | Jozef Mihál      | SaS     |
| Ministre de l'Économie et des Travaux publics                                                        |     | Juraj Miškov     | SaS     |
| Ministre de l'Intérieur                                                                              |     | Daniel Lipšic    | KDH     |
| Ministre de l'Éducation, de la Science, de la Recherche et des Sports                                |     | Eugen Jurzyca    | SDKÚ-DS |
| Ministre de la Justice                                                                               |     | Lucia Žitňanská  | SDKÚ-DS |
| Ministre des Affaires étrangères                                                                     |     | Mikuláš Dzurinda | SDKÚ-DS |
| Ministre de la Défense                                                                               |     | Ľubomír Galko    | SaS     |
| Ministre de la Culture et du Tourisme                                                                |     | Daniel Krajcer   | SaS     |
| Ministre de la Santé                                                                                 |     | Ivan Uhliarik    | KDH     |
| Ministre de l'Agriculture, de l'Environnement et du Développement régional                           |     | Zsolt Simon      | MH      |

### Remaniement du1ernovembre 2010
- Les nouveaux ministres sont indiqués en gras, ceux ayant changé d'attribution en italique.

| Portefeuille | Nom | Nom                                                | Parti   |
| --- | --- | -------------------------------------------------- | ------- |
| Présidente du gouvernement                                                                                       |     | Iveta Radičová                                     | SDKÚ-DS |
| Premier vice-président du gouvernement Ministre des Transports, des Travaux publics et du Développement régional |     | Ján Figeľ                                          | KDH     |
| Vice-président du gouvernement Droits de l'Homme et Minorités                                                    |     | Rudolf Chmel                                       | MH      |
| Vice-président du gouvernement Ministre des Finances                                                             |     | Ivan Mikloš                                        | SDKÚ-DS |
| Vice-président du gouvernement Ministre du Travail, des Affaires sociales et de la Famille                       |     | Jozef Mihál                                        | SaS     |
| Ministre de l'Économie                                                                                           |     | Juraj Miškov                                       | SaS     |
| Ministre de l'Intérieur                                                                                          |     | Daniel Lipšic                                      | KDH     |
| Ministre de l'Éducation, de la Science, de la Recherche et des Sports                                            |     | Eugen Jurzyca                                      | SDKÚ-DS |
| Ministre de la Justice                                                                                           |     | Lucia Žitňanská                                    | SDKÚ-DS |
| Ministre des Affaires étrangères                                                                                 |     | Mikuláš Dzurinda                                   | SDKÚ-DS |
| Ministre de la Défense                                                                                           |     | Ľubomír Galko (jusqu'au 24/11/2011)                | SaS     |
| Ministre de la Défense                                                                                           |     | Intérim de Iveta Radičová (à partir du 28/11/2011) | SDKÚ-DS |
| Ministre de la Culture                                                                                           |     | Daniel Krajcer                                     | SaS     |
| Ministre de la Santé                                                                                             |     | Ivan Uhliarik                                      | KDH     |
| Ministre de l'Agriculture et du Développement rural                                                              |     | Zsolt Simon                                        | MH      |
| Ministre de l'Environnement                                                                                      |     | József Nagy                                        | MH      |